# Polyspora grandiflora
Polyspora grandiflora är en tvåhjärtbladig växtart som först beskrevs av Elmer Drew Merrill, och fick sitt nu gällande namn av Orel, Peter G.Wilson, Curry och Luu. Polyspora grandiflora ingår i släktet Polyspora och familjen Theaceae. Inga underarter finns listade i Catalogue of Life.